# Число Струхала

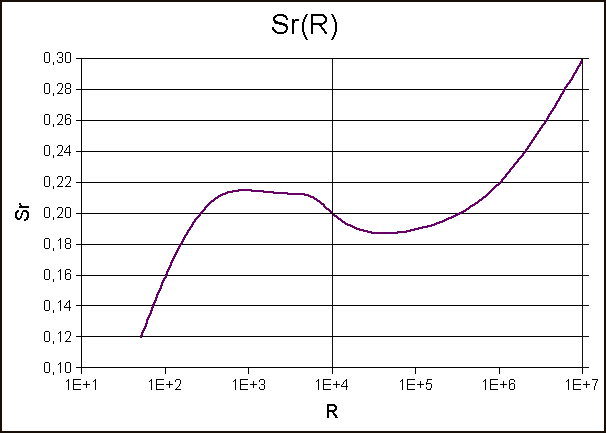
Залежність числа Струхала від числа Рейнольдса

Число Струхала ({\displaystyle Sr}, також Sh або St) — характеристичне число та критерій подібності нестаціонарних течій рідин та газів. Воно є безрозмірною величиною і характеризує подібність перебігу гідродинамічних явищ у часі в нестаціонарних течіях. Число назване іменем чеського вченого Вінценца Строугала (1850—1923).

## Визначення
Число Струхала описується формулою
{\displaystyle \mathrm {Sr} ={\frac {l}{V\cdot t}}={\frac {l\cdot f}{V}}},
де {\displaystyle f\,} — характерна частота процесу, що розглядається;
{\displaystyle t\,} — характерний для нестаціонарного руху проміжок часу;
{\displaystyle l\,} — характерна довжина (наприклад, гідравлічний діаметр);
{\displaystyle V\,} — характерна швидкість потоку.
Число Струхала є функцією числа Рейнольдса {\displaystyle \mathrm {Re} }, і в діапазоні {\displaystyle 200<\mathrm {Re} <200\;000} діє емпіричний закон сталості числа Струхала: {\displaystyle \mathrm {Sr} \simeq 0{,}2...0{,}3}.
Фізичний смисл: Критерій Струхаля Sh = uτ/ℓ (або критерій гомохронності Ho = uτ/ℓ) може розглядатися за наявності ритмічної зміни процесу з періодом τ, як відношення цього періоду до відрізку часу, протягом якого елемент середовища, що рухається зі швидкістю u, пройде відстань дорівнює характерному розміру ℓ.

## Застосування
Цим правилом користуються при розрахунку коливань пружних тіл в потоках рідин або газів (наприклад, коливань крила літака чи перископа підводного човна, автоколивань телеграфних проводів чи фабричних труб), а також пульсацій тиску в зонах відриву потоку при обтіканні твердих тіл.
Аналогічний критерій Ho = Vt/l = Sr−1 в механічних, теплових і електромагнітних процесах називається критерієм гомохронності. З цієї точки зору число Струхала є частковим випадком критерію гомохронності, у застосуванні для гідроаеромеханіки.